# Laurentino
Laurentino è la zona urbanistica 12D del Municipio Roma IX di Roma Capitale. Si estende interamente sulla zona Z. XXIV Fonte Ostiense.
Prende il nome dalla via Laurentina.

## Geografia fisica

### Territorio
È situata a sud della capitale, internamente al Grande Raccordo Anulare e fra via Cristoforo Colombo e via Laurentina e comprende la riserva naturale Laurentino-Acqua Acetosa.
La zona urbanistica confina:
- a nord con la zona urbanistica 12A Eur
- a nord-est con la zona urbanistica 12B Villaggio Giuliano
- a est con la zona urbanistica 12E Cecchignola
- a sud con la zona urbanistica 12H Vallerano-Castel di Leva
- a ovest con la zona urbanistica 12C Torrino

## Sport

### Pallacanestro
- Basket Manzao che nel 2019-2020 milita nel campionato maschile di Serie D.[1]